# Khalid bin Abd Allah Al Sa'ud
Khālid bin Abd Allāh Āl Saʿūd (in arabo فيصل بن عبد الله‎?; Riad, 1950) è un militare, principe e imprenditore saudita, membro della famiglia reale Āl Saʿūd. È membro del Consiglio di Fedeltà.

## Primi anni di vita
Khalid bin Abd Allah è nato a Riad nel 1950. Sua madre era Munira bint Abd Allah Al al-Shaykh  che è morta il 17 settembre 2012.

## Formazione
Il principe Khalid è stato istruito con il fratello più giovane Mutʿib alla Scuola Taif-Barmana in Libano e in una scuola secondaria di Gedda. Ha conseguito un Bachelor of Arts in pubblica amministrazione al College di Economia e Commercio dell'Università Re Abd al-Aziz. In seguito si è laureato alla Royal Military Academy di Sandhurst.

## Carriera militare
Dopo l'addestramento in Inghilterra, Khalid ha servito come direttore amministrativo e della pianificazione presso la Guardia Nazionale dal 1974 al 1976. Dopo il sequestro della Grande Moschea del 1979, è stato nominato vice comandante della Guardia Nazionale per le Province Occidentali. In seguito ha comandato la Guardia Nazionale nella Provincia Orientale. Ha mantenuto l'incarico fino al 1992. In quell'anno, infatti, è stato licenziato dalla Guardia Nazionale a seguito disaccordi politici con i consiglieri del padre.

## Altre posizioni
Il principe è Presidente onorario dell'Al-Ahli Sports Club di Gedda  e membro della Federazione calcistica dell'Arabia Saudita. Inoltre, fa parte del Consiglio della fondazione dell'Università della Scienza e della Tecnologia Re Abd Allah.
Nel 2010, ha annunciato l'istituzione della Fondazione internazionale re Abd Allah per la carità e le azioni umanitarie. Nella posizione, di vice presidente della Fondazione, ha annunciato che i suoi obiettivi comprendono la fornitura di servizi di soccorso e di aiuto.

## Attività commerciali
Khalid bin Abd Allah è proprietario con i suoi figli della Compagnia assicurativa dell'Arabia Saudita. Lui e la sua famiglia possiedono anche una società a responsabilità limitata, fondata nel 1998, che fornisce supporto tecnico e servizi operativi.

## Vita personale
Il principe è sposato con Noura bint Abdallah bin Muhammad Al Sa'ud Al Kabir che è nata nel 1958. Lei è la figlia di sua zia, Seeta. Hanno cinque figli: Duna (nata nel 1981), Faysal (nato nel 1983), Abd al-Aziz (nato nel 1986), Latifa (nata nel 1992) e Abeer (nata nel 2009).

## Influenza
Khalid è considerato uno dei reali più rispettati anche se non è visibile come i suoi fratelli.

## Falsa notizia della morte
In data 11 giugno 2011 la Associated Press ha erroneamente riportato la morte del principe, confondendolo con il pronipote di re Abd Allah Khalid bin Abd Allah bin Sa'ud bin Abd al-Aziz. Il giorno dopo, AP ha inviato una ritrattazione per correggere l'errata notizia.